# Xã Hickory Grove, Quận Benton, Indiana
Xã Hickory Grove (tiếng Anh: Hickory Grove Township) là một xã thuộc quận Benton, tiểu bang Indiana, Hoa Kỳ. Năm 2010, dân số của xã này là 409 người.